# Rudéns Båtvarf
Rudéns Båtvarf var ett båtvarv i Lidingö och Sollentuna, som byggde båtar och tillverkade båtmotorer. Det grundades av Erik Rudén (född 1865) i Ulvsunda 1903 under namnet Rudéns Motorbåtsvarf och Mekanisk verkstad. Det flyttade till Torsvik i Lidingö. Det byggde inledningsvis mest bruksbåtar med Avancemotorer samt nöjesbåtar med De Dion-Boutonmotorer. Varvets egna motorer hade märket  "Zeus". Varvet hade som mest omkring etthundra anställda
Rudéns Båtvarf låg i vägen för Lidingöbrons landfäste på Lidingösidan, varför varvet 1926 fick flytta tillbaka till Ulvsunda, där det drevs fram till 1945. Driften övertogs 1927 av sonen Allan Rudén (född 1899), som 1945 flyttade varvet till Runmarö. 
Båtkonstruktören Carl Albert Fagerman var under ett antal år anställd på Rudéns varv. Fagerman ritade många ruffade och öppna båtar för varvet.
Rudéns Båtvarfs mest kända båt var M/Y Abmarac, senare M/Y Tournesol som konstruerades av Victor Israelsson och byggdes inför Olympiska sommarspelen 1912 i Stockholm och dess segelbåtstävlingar i Nynäshamn till Gustaf Cedergren. Abmarac var 18 meter lång, varför skrovet byggdes på Lotsverkets varv  i nuvarande Sjöfartsverkets varvslokaler i Rosenvik på Djurgården i Stockholm.